# Onychostoma barbatum
Onychostoma barbatum är en fiskart som först beskrevs av Lin, 1931.  Onychostoma barbatum ingår i släktet Onychostoma och familjen karpfiskar. IUCN kategoriserar arten globalt som otillräckligt studerad. Inga underarter finns listade i Catalogue of Life.